# Miki Kanie
Miki Kanie (蟹江美貴, Kanie Miki), née le 4 décembre 1988 à Okazaki, est une archère japonaise.

## Biographie
Miki Kanie remporte avec Kaori Kawanaka et Ren Hayakawa la médaille de bronze par équipes aux Jeux olympiques d'été de 2012 à Londres.